# Idaea roseofasciata
Idaea roseofasciata là một loài bướm đêm trong họ Geometridae.